# امیلی د هوس
امیلی د هیوس (به هلندی: ˈeːmɛ.li də ɦøːs، زاده ۱۰ فوریه ۲۰۰۳) یک راننده اتومبیلرانی اهل هلند است که در آکادمی فرمول یک برای ام‌پی موتوراسپورت رانندگی می‌کند.

## زندگی شخصی
دی هوس در شهر مینس‌هیرن‌لاند, هلند به دنیا آمد.  پدر او برت دی هوس، یک راننده آماتور کهنه کار در مسابقات قهرمانی مسابقات استقامت سری ۲۴ ساعتی است.  خانواده او مالک و اداره کننده د هوس تراکتور، مستقر در مینس‌هیرن‌لاند هستند.
د هوس در سال ۲۰۲۲ تحصیل در رشته بازاریابی و ارتباطات را در موسسه یوهان کرایف آغاز کرد.